# Обитатели Нарнии
Обитатели Нарнии — описание существ, обитающих в Нарнии — вымышленной стране из романа «Хроники Нарнии».
В Нарнии проживает большое число различных народов и существ, которых Клайв Стейплз Льюис заимствовал из различных мифологий (германо-скандинавской, кельтской, греческой…) или придумал сам.
| Мифология             | Существа                                                                       |
| --------------------- | ------------------------------------------------------------------------------ |
| Греческая             | Фавны, сатиры, кентавры, нимфы, Вакх, Силен, менады, крылатые лошади, моноподы |
| Германо-скандинавская | Гномы, гнумы, великаны                                                         |
| Кельтская             | Морские люди, дракон                                                           |

## Обитатели Нарнии

### Великаны
Великаны — человекоподобные существа огромных размеров, не очень умные. Большинство великанов живет в северном государстве Этинсмур и в замке Харфанг. Как правило, они враждебны к людям (хотя встречаются добрые и дружелюбные). Судя по кулинарной книге, описанной в Хронике «Серебряное кресло», едят практически всех существ, населяющих Нарнию, а люди для них являются деликатесом. Но не все великаны глупы: некие древние великаны построили мост через пропасть и город в Этинсмуре, руины которого дети ищут по заповеди Аслана в книге «Серебряное кресло». Несколько раз в хрониках упоминается о войнах, которые вынуждены вести с великанами нарнийские короли («Конь и его мальчик» и др.) Добрые великаны, наоборот, защищают Нарнию в битвах с разнообразными врагами.
Упомянутые в «Хрониках Нарнии» великаны: Рамбулбаффин, Смерчин, Камненог.

### Гномы (Dwarfs)
Аслан назвал их «Сыновьями Земли», в противовес людям — «Сыновьям Адама» и «Дочерям Евы». Среди гномов существует как минимум две расы: Чёрные Гномы и Рыжие Гномы; различие между ними — цвет волос. Рыжие гномы поддерживают Аслана, Чёрные — более самолюбивы и воинственны. Все упоминаемые гномы — мужского пола, хотя известно, что от них может зачать и человеческая женщина.
Откуда взялись гномы, неизвестно. Однако, когда Аслан созвал первый совет, когда миру «ещё не было и пяти часов от роду», он попросил представиться Мастера Гномов .
Упомянутые в «Хрониках Нарнии» гномы: Трам (Тыквик), Никабрик, Поггин, Грифл, Диггл. Потомком гномов от смешанных браков с людьми является доктор Корнелиус и няня Каспиана.

### Землюки (Gnomes)
Землюки (в другом переводе — подземцы) — обитатели подземной страны Подляндии (в другом переводе — Подземья). Их внешность существенно различается: они могут быть разного роста, иметь различную форму лица и носов, различное количество пальцев на руках и ногах. Так же они могут иметь или не иметь бороду, хвост, рог и т. д. Как следует из последних глав книги «Серебряное кресло», они были коренным населением самой глубокой и загадочной подземной страны Бисм, но были вызваны из неё колдовством Зелёной ведьмы и против воли служили ей, готовясь стать захватнической армией для покорения Нарнии. Благодаря принцу Рилиану колдовство было разрушено, и счастливые подземцы возвращаются в Бисм через расщелину в земной коре.
Упоминаемые в «Хрониках Нарнии» землюки: Муллугут, Гогл.

### Говорящие животные
В Нарнии также можно встретить многих животных нашего мира. Кроме того, там есть много говорящих видов этих животных. Когда Аслан дохнул на первые пары животных, некоторые из них не только обрели разум и речь, но и изменились в размере. Мелкие животные (грызуны, птицы и небольшие млекопитающие) крупнее своих неговорящих родственников, а более крупные животные — чуть меньше размером. Говорящие звери делятся на четыре основные категории: птицы, копытные, млекопитающие и рептилии. Продолжительность их жизни такая же, как у человека. Говорящих рыб и насекомых нет. В книге «Принц Каспиан» выясняется, что не все животные получили дар речи от начала мира: так, некоторые нарнийские мыши стали говорящими после того, как перегрызли узы убиенного на Каменном столе Аслана.
Упоминаемые в «Хрониках Нарнии» говорящие животные: мистер Бобр, миссис Бобриха, барсук Боровик и мыш Рипичип.

### Единороги
Единороги — белые кони, с рогом на голове. Нарнийские единороги описываются как очень грациозные, деликатные, вежливые и мягкие в общении звери. Однако во время опасности они могут быть свирепыми и ужасными зверями. В битве они используют свой рог, копыта и зубы. Единорог Алмаз — наиболее символический персонаж книги «Последняя битва» (см.).

### Простокваки
Простокваки  — высокие тонкие существа, напоминающие одновременно человека и лягушку. У простаков между пальцами рук и ног перепонки, волосы серо-зелёные, тело не больше, чем у гнома, а руки и ноги очень длинные. Живут на болотах в вигвамах довольно обособленно друг от друга. Питаются тем, что есть на болотах, — угрями и т. д. Простокваки курят трубки с какой-то травой, дым которой не поднимается вверх, а стелется по земле подобно туману.
Упомянутые в «Хрониках Нарнии» квакли-бродякли: Хандрашка

### Кентавры
Кентавры — существа с головой и туловищем человека на теле лошади. В связи с этим у кентавров два желудка, человеческий и лошадиный (со слов фавна в книге «Серебряное кресло»). Они носители мудрости, много времени посвящают наблюдению за звездами, по их ходу способны понять будущее. Знают также свойства трав и девять имен Аслана. Живут в пещерах.
Упомянутые поименно в «Хрониках Нарнии» кентавры: Облакон, Громобой, Руномудр.

### Люди
Сыны Адама и дочери Евы не являются народом, исконно населявшим Нарнию. Нарния, по замыслу Аслана, является страной говорящих зверей, деревьев и других сказочных существ. Первые люди попадают в Нарнию из нашего мира («Племянник чародея») в момент её сотворения. С их появлением именно на людей Аслан возлагает право и обязанность царствовать в сотворенном им мире. В повествовании о событиях войны с Джадис единственные люди — дети Пэвенси, в «Коне и его мальчике» можно узнать, что людей в Нарнии немного, но они есть — описаны вельможи нарнийского посольства, нарнийские рыцари, участвовавшие в битве при Анварде (орландцы же представлены в основном людьми, описаны несколько человеческих островных княжеств и большое государство Тархистан, которое окружают человеческие страны, а в Тельмаре, который рассматривал Отшельник в пруде, уже рыскали разбойники). О немногочисленности людей-нарнийцев до вторжения тельмаринов сообщает доктор Корнелиус. Некоторые представители человеческого рода попадают в Нарнию случайно (тельмаринцы), но и они, по воле Аслана, находят своё законное место в её истории.

### Люди-звезды
Люди-звезды — высокие, необычайно красивые и благородные люди, которые излучают сияние. В качестве небесных светил они участвуют в «великом танце». Отражают древнехристианское представление об ангелах, персонально ответственных за движение небесных светил по небу. По-видимому, как и ангелы, некоторые из них являются бессмертными — так, Раманду, исчерпавший свои жизненные силы, находится «на пенсии» и питается солнечными ягодами для исцеления от старости. Звезды в человеческом (ангельском) облике появляются в книге «Последняя битва» и становятся очевидцами суда Аслана над всем сотворенным им миром Нарнии.
Поимённо упомянутые в «Хрониках Нарнии» люди-звезды: Раманду, Кориакин.

### Морские люди
Морские люди селятся на подводных горах, одежды не носят. Для охоты используют рыб. Также упоминается морская девочка, пасущая стадо рыб, напоминающих коров. Их мир описан в книге «Плавание на Покорителе Зари», им любуется с борта корабля Люси Пэвенси. В Нарнии они живут самостоятельной жизнью и обычно враждебны человеку, но, как вспоминают дети Пэвенси, в далеком прошлом они охотно общались с наземными существами и ради этого выходили из моря.

### Менады
Спутницы Вахка (см. Менады). Фигурируют в книге «Принц Каспиан», но не принимают большого участия в событиях. 

### Нимфы
Нимфы — духи рек (наяды) и деревьев (дриады). Дриады похожи на женщин и в то же время на дерево. Они гораздо выше человека, если они встанут рядом с кентавром, их голова окажется на одном уровне. Дриады связаны со своим деревом: если его срубить, дриада умирает. Нимфы очень дружны с фавнами, и вместе они устраивают полуночные пляски. Нимфы играют на лирах.
Помимо нимф в Нарнии также обитают речные и лесные духи.

### Охлотопы
Охлотопы (англ. Monopod (creature)), или одноступы — народ, некогда бывшие гномами, но волшебник-звезда Кориакин превратил их в однотопов — существа с одной большой ногой. Передвигаются они огромными прыжками. Спят они подняв ступню кверху, которая защищает от дождя и солнца. Ступня настолько огромна, что позволяет им плавать без лодок. Живут на острове Охлотопов, управляет ими бывшая звезда Кориакин, назначенный Асланом. Несколько нерациональны в своем поведении и постоянно повторяют слова Главного охлотопа, так как считают его очень умным.

### Фавны
Фавны — существа с телом человека и ногами козла, на голове у фавнов маленькие рожки. Фавны очень любят танцевать с нимфами. В древней римской мифологии бог лесов, полей и пастбищ, животных. Фавн считался лукавым духом, воровал детей.
Упомянутые в «Хрониках Нарнии» фавны: Мистер Тумнус.

### Сатиры
Сатиры — в греческой мифологии это лесные божества, демоны плодородия, спутники Вакха, схожие с фавнами жизнерадостные козлоногие существа. В «Хрониках Нарнии» сатиры упоминаются в книге «Лев, колдунья и платяной шкаф» — двое из них вместе с семейством белок и старым лисом празднуют Рождество за столом, который накрыл в лесу Отец Рождество, за что впоследствии были обращены в камень Белой Колдуньей. Мифологический сатир ленив и распутен. Вероятно, именно поэтому автор сделал одного из них отрицательным персонажем: в книге «Последняя битва» фигурирует сатир Враггл, перешедший на сторону врагов короля Тириана.

## Другие обитатели Нарнии
- Аслан — Великий лев, создатель Нарнии
- Джадис — полуджинн, полувеликан, случайно попавшая в Нарнию колдунья, королева Чарна
- Ведьмы англ. hag, которые служили Джадис
- Разная нечисть, которая подчинялась Джадис
- Отец Время
- Рождественский Дед (Christmas Father) — нарнийский аналог Санта-Клауса
- Таш — божество тархистанцев
- Вакх
- Драконы
- Морской змей